# Neukölln ist überall

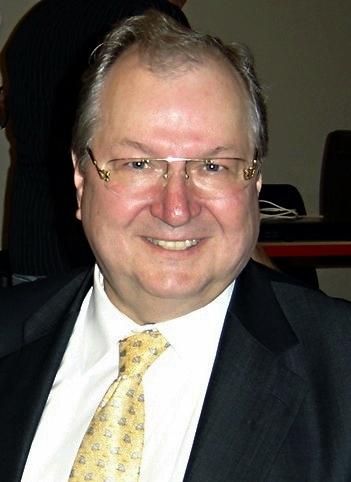
Heinz Buschkowsky, 2009

Neukölln ist überall ist ein Buch von Heinz Buschkowsky aus dem Jahr 2012.

## Inhalt
Buschkowsky, Bezirksbürgermeister des Berliner Bezirks Neukölln und dort auch aufgewachsen, thematisiert darin anhand von Beispielen aus seinem Amtsbereich Fragen der Integration von Ausländern und Multikulturalität aus seiner Sicht. Dazu analysiert er die Einwanderersituation in seinem Bezirk und bewertet die Segregation als unumkehrbar. Buschkowsky glaubt als Lösung an Aufstieg durch Bildung.

## Kontroversen
Der Tagesspiegel-Redakteur Jost Müller-Neuhof will seit Ende 2012 auf gerichtlichem Wege den Nachweis erzwingen, dass Buschkowsky sein Buch nicht selbst geschrieben und dazu auch Steuergelder veruntreut habe. Buschkowsky verwahrte sich in einem Spiegel online-Interview gegen dessen Unterstellungen und erwiderte: „Vor allem ein Journalist arbeitet sich an mir bereits seit Jahren ab, allerdings geht er mit seinen angeblichen Fakten recht freizügig um.“ Publizistische Unterstützung erhielt Müller-Neuhof bislang von seinen Redaktionskollegen Thomas Loy („Neuköllner Kabarett“) und Werner van Bebber. Die Journalistin Regina Mönch bezeichnete die Vorwürfe gegen Buschkowsky als eine „Schmutz- und Neid-Kampagne“, deren Ziel es sei, ihn als Person zu diskreditieren.

## Rezeption
- Das Buch belegte ab 17. September 2012 mehrere Wochen lang Platz 1 auf der Spiegel-Bestsellerliste Sachbuch.
- Die Rezensionen in deutschen Tageszeitungen fielen unterschiedlich aus. Während einige Rezensenten die Distanzierung Buschkowskys zu den Thesen seines Parteikollegen Thilo Sarrazin lobend hervorhoben[6] und Buschkowskys „Forderungen mehr als legitim“ halten,[7] beurteilten andere das Buch als „populistisch“[8], „rassistisch“[9] und „manchmal sehr grob“[10].
- Peter Boehm, der ehemalige kanadische Botschafter in Deutschland, meinte: „[…] vor allem Herr Buschkowsky hat mit seinen Erfahrungen einen wichtigen Beitrag zur Diskussion geleistet. […] Und ich finde, ihre [Sarrazins und Buschkowskys] Bücher sind wichtig für eine Debatte, die geführt werden muss und nicht unterdrückt werden darf.“[11]